# Zwischen den Jahren
Zwischen den Jahren beschreibt als Redewendung heute in der Regel die Zeit zwischen Weihnachten und Silvester/Neujahr, die in der Schweiz Altjahrswoche genannt wird. Ursprünglich umfasste der damit gemeinte Zeitraum entweder die sogenannten Raunächte (auch zwölf heilige Nächte, Zwölfnächte genannt) oder die Zeit zwischen dem Ende des alten Jahres (24. Dezember) und Beginn des neuen Jahres (6. Januar). Während der Zeitraum zwischen den Jahren wegen der christlichen Feste eine sehr unterschiedliche Anzahl von Brückentagen aufweist, liegen die Raunächte fest zwischen dem 21. Dezember (Wintersonnenwende) und dem 6. Januar. Für den Zeitraum zwischen Weihnachten (25. Dezember) und Erscheinung des Herrn (6. Januar) ist auch der Begriff zwölf Weihnachtstage (kurz auch die Zwölften) geläufig. Auch die Bezeichnung Zwischen den Feiertagen ist gebräuchlich.

## Alternative Bezeichnungen
Die Redewendung in dieser Form war vor allem in Baden und Westfalen beheimatet. Andernorts gab es abweichende Ausdrücke für dasselbe, unter anderem:
| Friesland       | twasche ujl en nai                 |
| Schleswig       | twische de dage                    |
| Dänemark        | juletylvten                        |
| Schweden        | mellandagarna                      |
| Norwegen        | romjul                             |
| England         | twelve nights                      |
| Böhmen/Vogtland | Unter-, Inter- bzw. Zwischennächte |

## Ursprung
Der Ursprung des zwölf- beziehungsweise des dreizehntägigen Zeitraums liegt im Unterschied zwischen der Jahreseinteilung nach Mond- und Sonnenkalender begründet. Zwischen beiden Zählweisen für ein Jahr liegt eine Differenz von elf Tagen (Epagomene), wobei nach der Zählweise des Mondkalenders elf Tage (und zwölf Nächte) zum astronomisch korrekten Sonnenumlauf in 365 Tagen fehlen.

### Ägyptische Hochkultur
Bereits im Alten Ägypten wurde eine Zeit zwischen den Jahren mit Heriu-renpet benannt, die im Alten Reich noch der Nilschwemme im Juni sowie der Jahreszeit Achet zugeordnet war und zwischen dem Monat Ipet-hemet als „Jahresschließer“ und dem Wepet-renpet als „Jahresöffner“ lag. Die Ägypter begrenzten ihr Jahr auf 360 Tage, um leichter mit zwölf Monaten à 30 Tagen rechnen zu können. Die verbleibenden 5 Tage wurden dann hinten angehängt.

### Römische Antike
Der Jahresanfang fiel nach dem ursprünglichen, noch unterschiedlich gehandhabten römischen Kalender auf den 1. März. An diesem Tag des Neubeginns wurde jedes Jahr im Tempel der Vesta das Heilige Feuer entzündet. Im Jahr 153 v. Chr. verlegten die römischen Konsuln den Beginn ihrer Amtszeit auf den 1. Januar, woraus zugleich der neue Jahresanfang wurde.
Konflikte entstanden mit dem aufsteigenden Christentum, als das Weihnachtsfest zu einem Höhepunkt im Kirchenjahr erklärt wurde (jedoch unbedeutender als das Fest der Auferstehung Jesu Christi). 354 n. Chr. setzte Papst Liberius dafür den 25. Dezember fest, ein Datum, das in Rom dem Kult des Sonnengottes Sol Invictus galt. Zwar war damit der 1. Januar als Jahresanfang nicht außer Kraft gesetzt, doch wurde im neuen Kirchenjahr durch das Hochfest „Erscheinung des Herrn“ am 6. Januar auch der Bogen zum Terminus Zwischen den Jahren geschlagen.

### Umgang im mittelalterlichen Christentum
Auf dem Konzil von Tours 567 wurde der Zusammenhang dieser Zeitspanne mit dem kirchlichen Dodekahemeron gebildet, jenen zwölf Tagen (Nächten), die nun als besonders verehrungswürdig galten. Dieser Zeitraum – allerdings beginnend mit dem Julfest (Wintersonnenwende) – wird auch für die Zeit des Kaisers Konstantinos Porphyrogennetos († 959) überliefert.
Bis zur Kalenderreform durch Papst Gregor XIII. war der Beginn des neuen Jahres in weiten Teilen Europas der 6. Januar. Dieses Datum ging oft auch auf alte Bräuche und Interpretationen von Kalendersystemen zurück. Das Jahresende wurde dagegen bereits traditionell am 24. Dezember begangen, so dass die Zeit bis Beginn des nächsten Jahres weiterhin zwischen den Jahren lag.
Zudem wurde der Gregorianische Kalender – insbesondere aus konfessionellen Gründen – nicht überall gleichzeitig eingeführt. Daher differierten in diesen Jahrzehnten um die Jahreswende die Jahreszahlen zwischen den Gebieten des alten und neuen Kalenders. Auch darauf wird der Ausdruck „zwischen den Jahren“ zurückgeführt.

### Neuzeit
Papst Innozenz XII. legte dann 1691 den letzten Tag des Jahres verbindlich fest, und zwar auf den 31. Dezember, an dem in der katholischen Kirche der Todes- und Gedenktag von Papst Silvester I. begangen wird.
Noch lange konnten aufgrund der historischen Entwicklung unterschiedliche Zeiträume mit dem Ausdruck Zwischen den Jahren in Verbindung gebracht werden und vor allem „im konfessionsgeteilten Kleinstaaten-Deutschland blieben solche Festlegungen umstritten.“

## Hauptsächliche Zeitspannen
| 21. Dezember bis 6. Januar | Raunächte (Dodeka-hḗmeron) |
| 24. Dezember bis 6. Januar | im Mittelalter zwischen „Ende“ des alten und „Beginn“ des neuen Jahres sowie nach der Kalenderreform aufgrund des konfessionell unterschiedlichen Jahresbeginns |
| 24. Dezember bis 1. Januar | Zwischen Weihnachten und Beginn des Neuen Jahres (spätestens nach verbindlicher Festlegung durch Papst Innozenz und Übernahme durch die anderen Konfessionen)   |

Darüber hinaus gibt es in anderen Kulturräumen vergleichbare Zeiträume, zum Beispiel in Großbritannien die sogenannte Boxing Week zwischen Boxing Day (26. Dezember) und dem New Year’s Eve. In Schweden heißt derselbe Zeitraum heute auch Mellandagarna. In Norwegen nennt sich dieser Zeitraum – allerdings erst mit dem 27. Dezember beginnend – Mellomjul (auch Romjul, Romhelg).